# Курилиха (Нижегородская область)
Курилиха — сельский посёлок в Лукояновском районе Нижегородской области. Входит в состав рабочего посёлка имени Степана Разина. На 2017 год в посёлке числилась 1 улица — Центральная.а

## География
Располагается на правом берегу реки Алатыря. Находится в 24 км от города Лукоянов и в 158 км от Нижнего Новгорода. Высота центра селения над уровнем моря — 134 м.

## Название
Название связано со смолокурением и производством древесного угля: в таких местах было дымно, «курилось».

## Население
| 2002 | 2010 |
| ---- | ---- |
| 12   | ↘7   |